# Klipa

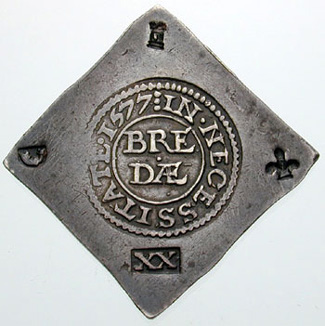
Klipa z czasów kolejnego oblężenia Bredy (1577) z napisem In necessitate (w potrzebie) Bredae i oznaczeniem wartości XX (20 soli)

Klipa (ze szw. klippa – obcinać [nożycami]) – wszelka moneta nieokrągła.
Nazwę tę nadaje się wszystkim monetom o kształcie czworo- i wielokąta: kwadratowym (rombowatym), prostokątnym, sześcio-, a nawet ośmiokątnym. Wybijano je stemplem okrągłym bądź czworokątnym. 
Pierwsze klipy (w Skandynawii zwane klippingami) miał szerzej wprowadzić do obiegu duński Chrystian II (1513–1523), wskutek tego kpiąco nazywany „królem Klippingiem” (albo Glippingiem). W XVI wieku postać klipy miały przede wszystkim monety miedziane (brązowe) i srebrne bite pośpiesznie podczas wojen (np. w Prusach w 1519 r.) lub w sytuacji oblężenia – np. Wiednia przez Turków (1529) czy w czasie sześciu oblężeń niderlandzkiej Bredy. Dlatego częstokroć zwane były również „pieniądzem (bądź monetą) oblężniczym”. W Anglii najobficiej wypuszczano je podczas wojny domowej w latach 1642–1649 (znane tam jako obsidional money lub siege-pieces): w Newark (najpospolitsze na rynku numizmatycznym), Carlisle, Pontefract, Colchester (najrzadsze) i Scarborough. We Włoszech pod nazwą patacca znane były ośmiokątne, jednostronne klipy srebrne o wadze 4,36 g i nieznanej wartości nominalnej, wybite podczas oblężenia Cremony w 1526 r.

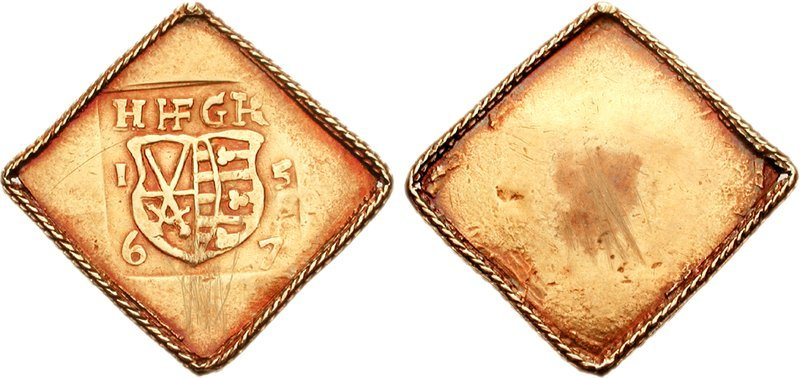
Złota klipa dukatowa z oblężenia saskiej Gothy (1567)

Klipy nierzadko spełniały też przejściowo funkcję pieniądza zastępczego, emitowanego „in necessitate”. W takiej sytuacji przymusowej wprowadzono je np. w Szwecji w 1644 r. dla pokrycia długów powstałych za Gustawa Adolfa w trakcie wojny trzydziestoletniej, wykorzystując przy tym bogate zasoby miedzi wydobywanej w Falun. Nazwę „krwawych klip” (blodsklippingar) nosiły w Szwecji monety (wartości ½, 1, 2, 4 i 8 marek szwedzkich) również wybite „w potrzebie” w roku 1568 przez Eryka XIV po wymordowaniu członków rodu Sture (1567), a przeznaczone dla wypłaty znacznego odszkodowania wdowie Marcie Sture – dziś stanowiące numizmatyczny rarytas.   
Początkowo ta forma monety wynikała z niedoskonałości techniki menniczej. Zyskała ona jednak na popularności zwłaszcza w XVI i XVII wieku, po wynalezieniu odpowiednich maszyn umożliwiających walcowanie i krojenie wysokojakościowej blachy dla szybkiej produkcji monet w dużym nakładzie. Korzystając z tego, we własnych mennicach wybijali je nawet niektórzy władcy terytorialni, np. książęta biskupi Salzburga czy książęta Siedmiogrodu. Ponadto w XVII stuleciu odkryto w klipach atrakcyjną formę dla medalu i monety pamiątkowej. W krajach niemieckojęzycznych (Saksonia, Salzburg) zyskały dużą popularność jako medale (monety) nagradzające, rozdawane za osiągnięcia m.in. w szkołach lub w bractwach strzeleckich. Nierzadko też emitowano jako klipy niektóre XVIII-wieczne monety próbne.
W okresie międzywojennym również w Polsce wydano w tej formie monety próbne. Klipami były też liczne monety zastępcze z lat 1916–1921, którym tę postać nadawano i dla łatwego odróżnienia od monety oficjalnej (państwowej). Obecnie Mennica Polska wytwarza klipy kolekcjonerskie o nakładzie wynoszącym 20–100 tys. sztuk.